# Фортитьюд
«Фортитьюд» (англ. Fortitude) — британский детективный телесериал, созданный Саймоном Дональдом. В сериале рассказывается о вымышленном городке Фортитьюд, который находится в арктической Норвегии. История была взята в работу британо-ирландским телеканалом Скай Атлантик в 2013 году. 29 января 2015 года начался показ первого сезона, в 2017 году вышел второй сезон, в 2018 — третий, ставший финальным.

## Сюжет
Фортитьюд — это вымышленный город, расположенный на архипелаге Шпицберген, в арктической Норвегии (аналог Лонгйира). Население в нём интернациональное и состоит из 800 человек, в том числе 4 полицейских офицеров. В этом городе, живописном и тихом, происходит резонансное преступление — убит профессор Чарли Стоддарт (Кристофер Экклстон). Так как он был гражданином Великобритании, расследовать преступление приезжает опытный британский детектив Юджин Мортон (Стэнли Туччи), что очень не нравится местному шерифу Дэну Андерсону (Ричард Дормер) и губернатору Хильдур Одегард (Софи Гробёль). Вскоре выясняется, что это убийство — первое в череде других странных и необъяснимых преступлений.

## В главных ролях
- Ричард Дормер в роли шерифа Дэна Андерсона
- Софи Гробёль в роли губернатора Хильдур Одегард
- Даррен Бойд в роли Маркуса Хасеклеппа
- Вероника Эчеги в роли Елены Ледесма
- Стэнли Туччи в роли детектива Юджина Мортона
- Майкл Гэмбон в роли Генри Тайсона
- Деннис Куэйд в роли Майкла Леннокса
- Сиенна Гиллори в роли Натали Йелбартон
- Бьёрн Хлинур Харальдссон в роли офицера Эрика Одегарда
- Миа Нильсен-Ексен в роли офицера Ингрид Уитри
- Николас Пиннок в роли пилота вертолёта спасателей Фрэнка Саттера
- Джессика Рэйн в роли Джулии «Джулз» Саттер
- Люк Тредэвэй в роли Винсента Рэттри
- Кристофер Экклстон в роли профессора Чарли Стоддарта
- Эмиль Хостина в роли Юрия Любимова

## Съёмки
Сериал снимался в Рейдарфьордюре, Исландия.

## Трансляция
В США и Канаде сериал был выпущен в эфир 29 января 2015 года (так же как и в Великобритании) на каналах Pivot и Super Channel соответственно. В Австралии сериал транслировался с 15 февраля 2015 года на канале ABC.
В России трансляция была организована на телеканалах «Amedia Premium HD», «Amedia Hit HD», а также онлайн-кинотеатре «Амедиатека».

## Критика
Отзывы критиков были положительными. Сайт Rotten Tomatoes выставил сериалу рейтинг 88 % со средним баллом 7.7 из 10, основываясь на 26 отзывах кинокритиков. Критики были единодушны, считая, что «соединение прекрасного актёрского состава, неторопливого повествования и атмосферы холода ставят шоу на высокий уровень». Metacritic выставил первому сезону 75 баллов из 100, основываясь на 15 обзорах критиков. Оценка значит, что отзывы были «в основном благоприятными».